# (20331) Bijemarks
(20331) Bijemarks (1998 HH45) – planetoida z grupy pasa głównego asteroid okrążająca Słońce w ciągu 4,58 lat w średniej odległości 2,76 j.a. Odkryta 20 kwietnia 1998 roku.